# Roquebrune (Gironde)
Roquebrune (gaskognisch: Ròcabruna) ist eine Gemeinde mit 281 Einwohnern (Stand: 1. Januar 2022) im französischen Département Gironde. Sie gehört zum Kanton Le Réolais et Les Bastides im Arrondissement Langon. Die Einwohner werden Roquebrunais genannt.

## Geografie
Roquebrune liegt etwa 63 Kilometer ostsüdöstlich von Bordeaux. Umgeben wird Roquebrune von den Nachbargemeinden Neuffons im Norden, Coutures im Nordosten, Saint-Sulpice-de-Guilleragues im Osten, Fossès-et-Baleyssac im Südosten, Saint-Hilaire-de-la-Noaille im Süden und Südwesten, Loubens im Westen sowie Mesterrieux im Nordwesten.
Die Gemeinde liegt an der Via Lemovicensis, einem der vier historischen „Wege der Jakobspilger in Frankreich“.

## Bevölkerungsentwicklung
| Jahr                       | 1962 | 1968 | 1975 | 1982 | 1990 | 1999 | 2006 | 2017 |
| -------------------------- | ---- | ---- | ---- | ---- | ---- | ---- | ---- | ---- |
| Einwohner                  | 282  | 258  | 237  | 230  | 213  | 217  | 231  | 280  |
| Quellen: Cassini und INSEE |      |      |      |      |      |      |      |      |

## Sehenswürdigkeiten
- Kirche Saint-Jean-Baptiste aus dem 12. Jahrhundert, Monument historique seit 2002

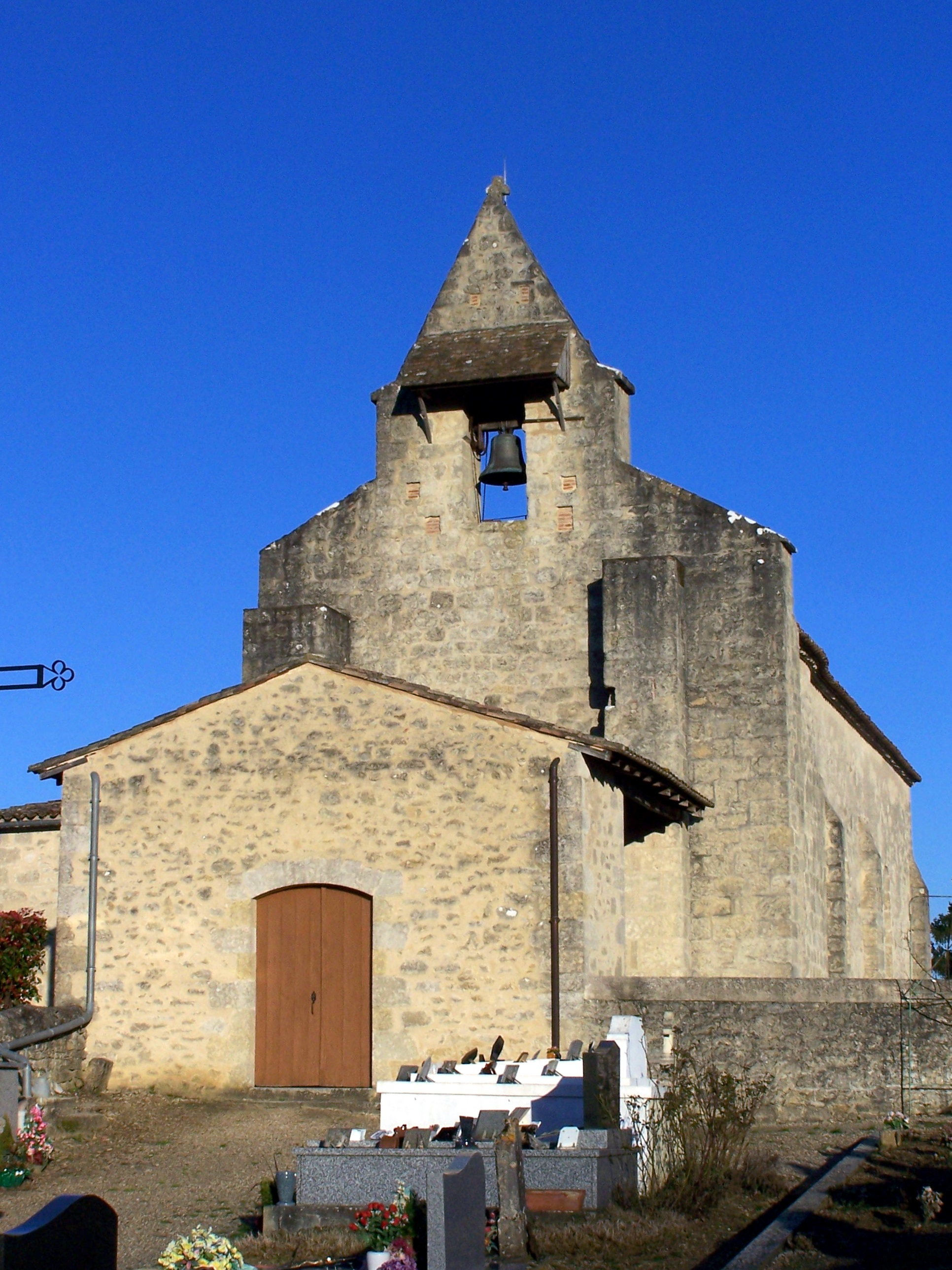
Kirche Saint-Jean-Baptiste